# 84. Kongress der Vereinigten Staaten
Der 84. Kongress der Vereinigten Staaten, bestehend aus dem Repräsentantenhaus und dem Senat, war die Legislative der Vereinigten Staaten. Seine Legislaturperiode dauerte vom 3. Januar 1955 bis zum 3. Januar 1957. Alle Abgeordneten des Repräsentantenhauses sowie ein Drittel der Senatoren (Klasse II) waren im November 1954 bzw. im September im Bundesstaat Maine bei den Kongresswahlen gewählt worden. In beiden Kammern ergab sich eine Mehrheit für die Demokratische Partei. Der Republikanischen Partei blieb nur die Rolle in der Opposition. Allerdings stellten sie mit Dwight D. Eisenhower den Präsidenten. Im Senat kam es aber nur zu einer Demokratischen Mehrheit, weil zwei Unabhängige mit den Demokraten stimmten. Im Verlauf der Legislaturperiode kam es durch Rücktritte und Todesfälle zu kleineren personellen Änderungen, die aber die Mehrheitsverhältnisse nicht veränderten. Der Kongress tagte in der amerikanischen Bundeshauptstadt Washington, D.C. Die Vereinigten Staaten bestanden damals aus 48 Bundesstaaten. Die Sitzverteilung im Repräsentantenhaus basierte auf der Volkszählung von 1950.

## Wichtige Ereignisse
Siehe auch 1955 und 1956
- 3. Januar 1955: Beginn der Legislaturperiode des 84. Kongresses
- 28. Januar 1955: Der Kongress bevollmächtigt den Präsidenten zum Schutz von Formosa (Taiwan) militärische Maßnahmen zu ergreifen.
- 12. Februar 1955: Präsident Eisenhower schickt erste amerikanische Berater nach Südvietnam.
- 5. November 1955: Die Rassentrennung in Zügen und Bussen wird verboten.
- 1. Dezember 1955: Rosa Parks wird verhaftet, weil sie sich weigerte in einem Bus für eine weiße Person aufzustehen.
- 5. Dezember 1955: Die Gewerkschaften American Federation of Labor (AFL) und Congress of Industrial Organizations (CIO) fusionieren zur AFL-CIO.
- 12. März 1956: 96 Kongressmitglieder unterschreiben das Southern Manifesto, ein Protestschreiben gegen die Rassenintegration an den öffentlichen Einrichtungen in den Vereinigten Staaten.
- 6. November 1956: Präsidentschafts- und Kongresswahlen. Präsident Eisenhower wird wiedergewählt. Die Demokraten sichern sich die Mehrheit in beiden Kongress Kammern.

Diese Zeit war von den Ereignissen der Bürgerrechtsbewegung und des Kalten Kriegs bestimmt.

## Die wichtigsten Gesetze
In den Sitzungsperioden des 84. Kongresses wurden unter anderem folgende Bundesgesetze verabschiedet (siehe auch: Gesetzgebungsverfahren):
- 29. Januar 1955: Formosa Resolution
- 31. März 1955: Career Incentive Act
- 28. Juni 1955: Flood Control and Coastal Emergency Act
- 11. Juli 1955: Das Gesetz das die Inschrift In God We Trust auf allen offiziellen Banknoten und Münzen der amerikanischen Währung vorschreibt.
- 14. Juli 1955: Air Pollution Control Act
- 23. Juli 1955: Multiple Surface Use Mining Act
- 9. August 1955: Reserve Forces Act
- 11. August 1955: National Housing Act of 1955
- 12. August 1955: Poliomyelitis Vaccination Assistance Act
- 29. Juni 1956: Federal-Aid Highway Act of 1956
- 30. Juli 1956: Health Research Facilities Act
- 8. August 1956: Fish and Wildlife Act of 1956

## Zusammensetzung nach Parteien

### Senat
- Demokratische Partei: 47 (Mehrheit)
- Republikanische Partei: 47
- Sonstige: 2 (stimmten mit den Demokraten)

Gesamt: 96

### Repräsentantenhaus
- Demokratische Partei: 232 (Mehrheit)
- Republikanische Partei: 203

Gesamt: 435
Außerdem gab es noch drei nicht stimmberechtigte Kongressdelegierte.

## Amtsträger

### Senat
- Präsident des Senats: Richard Nixon (R)
- Präsident pro tempore: Walter F. George (D)

#### Führung der Mehrheitspartei
- Mehrheitsführer: Lyndon B. Johnson (D)
- Mehrheitswhip: Earle C. Clements (D)

#### Führung der Minderheitspartei
- Minderheitsführer: William F. Knowland (R)
- Minderheitswhip: Leverett Saltonstall (R)

### Repräsentantenhaus
- Sprecher des Repräsentantenhauses: Sam Rayburn (D)

#### Führung der Mehrheitspartei
- Mehrheitsführer: John W. McCormack (D)
- Mehrheitswhip: Carl Albert (D)

#### Führung der Minderheitspartei
- Minderheitsführer: Joseph William Martin (R)
- Minderheitswhip: Leslie C. Arends (R)

## Senatsmitglieder
Im 84. Kongress vertraten folgende Senatoren ihre jeweiligen Bundesstaaten:
| Alabama - 2. John Sparkman (D) - 3. J. Lister Hill (D) Arizona - 1. Barry Goldwater (R) - 3. Carl Hayden (D) Arkansas - 2. John Little McClellan (D) - 3. J. William Fulbright (D) Kalifornien - 1. William F. Knowland (R) - 3. Thomas Kuchel (R) Colorado - 2. Gordon L. Allott (R) - 3. Eugene Millikin (R) Connecticut - 1. William A. Purtell (R) - 3. Prescott Bush (R) Delaware - 1. John J. Williams (R) - 2. J. Allen Frear (D) Florida - 1. Spessard Holland (D) - 3. George Smathers (D) Georgia - 2. Richard B. Russell (D) - 3. Walter F. George (D) Idaho - 2. Henry Dworshak (R) - 3. Herman Welker (R) Illinois - 2. Paul Howard Douglas (D) - 3. Everett Dirksen (R) Indiana - 1. William E. Jenner (R) - 3. Homer E. Capehart (R) Iowa - 2. Thomas E. Martin (R) - 3. Bourke B. Hickenlooper (R) Kansas - 2. Andrew Schoeppel (R) - 3. Frank Carlson (R) Kentucky - 2. Alben W. Barkley (D) bis zum 30. April 1956 - Robert Humphreys (D) vom 21. Juni bis zum 6. November 1956 - John Sherman Cooper (R) ab dem 7. November 1956 - 3. Earle C. Clements (D) Louisiana - 2. Allen J. Ellender (D) - 3. Russell B. Long (D) Maine - 1. Frederick G. Payne (R) - 2. Margaret Chase Smith (R) Maryland - 1. James Glenn Beall (R) - 3. John Marshall Butler (R) Massachusetts - 1. John F. Kennedy (D) - 2. Leverett Saltonstall (R) Michigan - 1. Charles E. Potter (R) - 2. Patrick V. McNamara (D) Minnesota - 1. Edward John Thye (R) - 2. Hubert H. Humphrey (D) bzw. (Democratic Farmer Labor Party) Mississippi - 1. John C. Stennis (D) - 2. James Eastland (D) Missouri - 1. Stuart Symington (D) - 3. Thomas C. Hennings (D) Montana - 1. Mike Mansfield (D) - 2. James Edward Murray (D) Nebraska - 1. Roman Hruska (R) - 2. Carl Curtis (R) | Nevada - 1. George W. Malone (R) - 3. Alan Bible (D) New Hampshire - 2. Styles Bridges (R) - 3. Norris Cotton (R) New Jersey - 1. Howard Alexander Smith (R) - 2. Clifford P. Case (R) New Mexico - 1. Dennis Chavez (D) - 2. Clinton Presba Anderson (D) New York - 1. Irving Ives (R) - 3. Herbert H. Lehman (D) North Carolina - 2. W. Kerr Scott (D) - 3. Sam Ervin (D) North Dakota - 1. William Langer (R) - 3. Milton Young (R) Ohio - 1. John W. Bricker (R) - 3. George H. Bender (R) Oklahoma - 2. Robert S. Kerr (D) - 3. A. S. Mike Monroney (D) Oregon - 2. Richard L. Neuberger (D) - 3. Wayne Morse (Unabhängiger) Pennsylvania - 1. Edward Martin (R) - 3. James H. Duff (R) Rhode Island - 1. John O. Pastore (D) - 2. Theodore F. Green (D) South Carolina - 2. Strom Thurmond (D) bzw. damals unabhängiger Demokrat bis zum 4. April 1956 - Thomas A. Wofford (D) vom 5. April bis zum 6. November 1956 - Strom Thurmond (D) ab dem 7. November 1956 - 3. Olin D. Johnston (D) South Dakota - 2. Karl Earl Mundt (R) - 3. Francis H. Case (R) Tennessee - 1. Albert Gore Sr. (D) - 2. Estes Kefauver (D) Texas - 1. Price Daniel (D) - 2. Lyndon B. Johnson (D) Utah - 1. Arthur Vivian Watkins (R) - 3. Wallace F. Bennett (R) Vermont - 1. Ralph Flanders (R) - 3. George Aiken (R) Virginia - 1. Harry F. Byrd Sr. (D) - 2. Absalom Willis Robertson (D) Washington - 1. Henry M. Jackson (D) - 3. Warren G. Magnuson (D) West Virginia - 1. Harley M. Kilgore (D) bis zum 28. Februar 1956 - William R. Laird (D) vom 13. März bis zum 6. November 1956 - W. Chapman Revercomb (R) ab dem 7. November 1956 - 2. Matthew M. Neely (D) Wisconsin - 1. Joseph McCarthy (R) - 3. Alexander Wiley (R) Wyoming - 1. Frank A. Barrett (R) - 2. Joseph C. O’Mahoney (D) |

## Mitglieder des Repräsentantenhauses
Folgende Kongressabgeordnete vertraten im 84. Kongress die Interessen ihrer jeweiligen Bundesstaaten:
| Alabama 9 Wahlbezirke - 1. Frank W. Boykin (D) - 2. George M. Grant (D) - 3. George W. Andrews (D) - 4. Kenneth A. Roberts (D) - 5. Albert Rains (D) - 6. Armistead I. Selden Jr. (D) - 7. Carl Elliott (D) - 8. Robert Jones Jr. (D) - 9. George Huddleston Jr. (D) Arizona 2 Wahlbezirke - 1. John Jacob Rhodes (R) - 2. Stewart Lee Udall (D) Arkansas 6 Wahlbezirke. - 1. Ezekiel Candler Gathings (D) - 2. Wilbur Daigh Mills (D) - 3. James William Trimble (D) - 4. Oren Harris (D) - 5. Lawrence Brooks Hays (D) - 6. William Frank Norrell (D) Kalifornien 30 Wahlbezirke. - 1. Hubert B. Scudder (R) - 2. Clair Engle (D) - 3. John E. Moss (D) - 4. William S. Mailliard (R) - 5. John Shelley (D) - 6. John F. Baldwin (R) - 7. John Joseph Allen (R) - 8. George Paul Miller (D) - 9. J. Arthur Younger (R) - 10. Charles S. Gubser (R) - 11. J. Leroy Johnson (R) - 12. Bernice F. Sisk (D) - 13. Charles M. Teague (R) - 14. Harlan Hagen (D) - 15. Gordon L. McDonough (R) - 16. Donald L. Jackson (R) - 17. Cecil R. King (D) - 18. Craig Hosmer (R) - 19. Chester E. Holifield (D) - 20. John Carl Hinshaw (R) bis zum 5. August 1956 - 21. Edgar W. Hiestand (R) - 22. Joseph F. Holt (R) - 23. Clyde Doyle (D) - 24. Glenard P. Lipscomb (R) - 25. Patrick J. Hillings (R) - 26. James Roosevelt (D) - 27. Harry R. Sheppard (D) - 28. James B. Utt (R) - 29. John Phillips (R) - 30. Bob Wilson (R) Colorado 4 Wahlbezirke - 1. Byron G. Rogers (D) - 2. William S. Hill (R) - 3. John Chenoweth (R) - 4. Wayne N. Aspinall (D) Connecticut 5 Wahlbezirke. Außerdem wurde ein Abgeordneter staatsweit gewählt - 1. Thomas J. Dodd (D) - 2. Horace Seely-Brown (R) - 3. Albert W. Cretella (R) - 4. Albert P. Morano (R) - 5. James T. Patterson (R) - 6. Antoni Sadlak (R) staatsweit gewählt Delaware Staatsweite Wahl - Harris B. McDowell (D) Florida 8 Wahlbezirke - 1. William C. Cramer (R) - 2. Charles Edward Bennett (D) - 3. Robert Sikes (D) - 4. Dante Fascell (D) - 5. Albert Sydney Herlong Jr. (D) - 6. Paul Grant Rogers (D) ab dem 4. Januar 1955 - 7. James A. Haley (D) - 8. Donald Ray Matthews (D) Georgia 10 Wahlbezirke - 1. Prince H. Preston Jr. (D) - 2. John Leonard Pilcher (D) - 3. Elijah Lewis Forrester (D) - 4. John James Flynt Jr. (D) - 5. James Curran Davis (D) - 6. Carl Vinson (D) - 7. Henderson Lovelace Lanham (D) - 8. Iris Faircloth Blitch (D) - 9. Phillip M. Landrum (D) - 10. Paul Brown (D) Idaho 2 Wahlbezirke - 1. Gracie Pfost (D) - 2. Hamer H. Budge (R) Illinois 25 Wahlbezirke - 1. William L. Dawson (D) - 2. Barratt O’Hara (D) - 3. James C. Murray (D) - 4. William E. McVey (R) - 5. John C. Kluczynski (D) - 6. Thomas J. O’Brien (D) - 7. James Bowler (D) - 8. Thomas S. Gordon (D) - 9. Sidney R. Yates (D) - 10. Richard W. Hoffman (R) - 11. Timothy P. Sheehan (R) - 12. Charles A. Boyle (D) - 13. Marguerite S. Church (R) - 14. Chauncey W. Reed (R) bis zum 9. Februar 1956 - 15. Noah M. Mason (R) - 16. Leo E. Allen (R) - 17. Leslie C. Arends (R) - 18. Harold Himmel Velde (R) - 19. Robert B. Chiperfield (R) - 20. Sid Simpson (R) - 21. Peter F. Mack (D) - 22. William L. Springer (R) - 23. Charles W. Vursell (R) - 24. Charles Melvin Price (D) - 25. Kenneth J. Gray (D) Indiana 11 Wahlbezirke - 1. Ray J. Madden (D) - 2. Charles A. Halleck (R) - 3. Shepard J. Crumpacker (R) - 4. E. Ross Adair (R) - 5. John V. Beamer (R) - 6. Cecil M. Harden (R) - 7. William G. Bray (R) - 8. Winfield K. Denton (D) - 9. Earl Wilson (R) - 10. Ralph Harvey (R) - 11. Charles B. Brownson (R) Iowa 8 Wahlbezirke - 1. Fred Schwengel (R) - 2. Henry O. Talle (R) - 3. H. R. Gross (R) - 4. Karl M. Le Compte (R) - 5. Paul Cunningham (R) - 6. James I. Dolliver (R) - 7. Ben F. Jensen (R) - 8. Charles B. Hoeven (R) Kansas 6 Wahlbezirke. - 1. William H. Avery (R) - 2. Errett P. Scrivner (R) - 3. Myron V. George (R) - 4. Edward Herbert Rees (R) - 5. Clifford R. Hope (R) - 6. Wint Smith (R) Kentucky 8 Wahlbezirke - 1. Noble Jones Gregory (D) - 2. William Huston Natcher (D) - 3. John M. Robsion Jr. (R) - 4. Frank Chelf (D) - 5. Brent Spence (D) - 6. John C. Watts (D) - 7. Carl D. Perkins (D) - 8. Eugene Siler (R) Louisiana 8 Wahlbezirke - 1. Felix Edward Hébert (D) - 2. Hale Boggs (D) - 3. Edwin E. Willis (D) - 4. Overton Brooks (D) - 5. Otto E. Passman (D) - 6. James H. Morrison (D) - 7. T. Ashton Thompson (D) - 8. George S. Long (D) Maine 3 Wahlbezirke - 1. Robert Hale (R) - 2. Charles P. Nelson (R) - 3. Clifford McIntire (R) Maryland 7 Wahlbezirke. - 1. Edward Tylor Miller (R) - 2. James Devereux (R) - 3. Edward Garmatz (D) - 4. George Hyde Fallon (D) - 5. Richard Lankford (D) - 6. DeWitt Hyde (R) - 7. Samuel Nathaniel Friedel (D) Massachusetts 14 Wahlbezirke - 1. John W. Heselton (R) - 2. Edward Boland (D) - 3. Philip J. Philbin (D) - 4. Harold Donohue (D) - 5. Edith Nourse Rogers (R) - 6. William H. Bates (R) - 7. Thomas J. Lane (D) - 8. Torbert Macdonald (D) - 9. Donald W. Nicholson (R) - 10. Laurence Curtis (R) - 11. Tip O’Neill (D) - 12. John W. McCormack (D) - 13. Richard B. Wigglesworth (R) - 14. Joseph William Martin (R) Michigan 18 Wahlbezirke - 1. Thaddeus M. Machrowicz (D) - 2. George Meader (R) - 3. August E. Johansen (R) - 4. Clare Hoffman (R) - 5. Gerald Ford (R) - 6. Donald Hayworth (D) - 7. Jesse P. Wolcott (R) - 8. Alvin Morell Bentley (R) - 9. Ruth Thompson (R) - 10. Elford Albin Cederberg (R) - 11. Victor A. Knox (R) - 12. John B. Bennett (R) - 13. Charles Diggs (D) - 14. Louis C. Rabaut (D) - 15. John Dingell Sr. (D) bis zum 19. September 1955 - John Dingell Jr. (D) ab dem 13. Dezember 1955 - 16. John Lesinski Jr. (D) - 17. Martha Griffiths (D) - 18. George Anthony Dondero (R) Minnesota 9 Wahlbezirke - 1. August H. Andresen (R) - 2. Joseph Patrick O’Hara (R) - 3. Roy Wier (DFL= Democratic Farmer Labor Party) - 4. Eugene McCarthy (DFL) - 5. Walter Henry Judd (R) - 6. Fred Marshall (DFL) - 7. Herman Carl Andersen (R) - 8. John Blatnik (DFL) - 9. Coya Knutson (DFL) Mississippi 6 Wahlbezirke - 1. Thomas Abernethy (D) - 2. Jamie L. Whitten (D) - 3. Frank E. Smith (D) - 4. John Bell Williams (D) - 5. W. Arthur Winstead (D) - 6. William M. Colmer (D) Missouri 11 Wahlbezirke - 1. Frank M. Karsten (D) - 2. Thomas B. Curtis (R) - 3. Leonor Sullivan (D) - 4. George H. Christopher (D) - 5. Richard Walker Bolling (D) - 6. William Raleigh Hull (D) - 7. Dewey Jackson Short (R) - 8. A. S. J. Carnahan (D) - 9. Clarence Cannon (D) - 10. Paul C. Jones (D) - 11. Morgan M. Moulder (D) Montana 2 Wahlbezirke - 1. Lee Metcalf (D) - 2. Orvin B. Fjare (R) Nebraska 4 Wahlbezirke - 1. Phillip Hart Weaver (R) - 2. Jackson B. Chase (R) - 3. Robert Dinsmore Harrison (R) - 4. Arthur L. Miller (R) | Nevada Staatsweite Wahl - Clarence Clifton Young (R) New Hampshire 2 Wahlbezirke - 1. Chester Earl Merrow (R) - 2. Perkins Bass (R) New Jersey 14 Wahlbezirke - 1. Charles A. Wolverton (R) - 2. T. Millet Hand (R) bis zum 26. Dezember 1956 - 3. James C. Auchincloss (R) - 4. Frank Thompson (D) - 5. Peter Frelinghuysen (R) - 6. Harrison A. Williams (D) - 7. William B. Widnall (R) - 8. Gordon Canfield (R) - 9. Frank C. Osmers (R) - 10. Peter Wallace Rodino (D) - 11. Hugh Joseph Addonizio (D) - 12. Robert Kean (R) - 13. Alfred D. Sieminski (D) - 14. T. James Tumulty (D) New Mexico Staatsweite Wahl für zwei Abgeordnete - John Joseph Dempsey (D) - Antonio M. Fernández (D) bis zum 7. November 1956 New York 43 Wahlbezirke - 1. Stuyvesant Wainwright (R) - 2. Steven Derounian (R) - 3. Frank J. Becker (R) - 4. Henry J. Latham (R) - 5. Albert H. Bosch (R) - 6. Lester Holtzman (D) - 7. James J. Delaney (D) - 8. Victor Anfuso (D) - 9. Eugene James Keogh (D) - 10. Edna F. Kelly (D) - 11. Emanuel Celler (D) - 12. Francis E. Dorn (R) - 13. Abraham J. Multer (D) - 14. John J. Rooney (D) - 15. John H. Ray (R) - 16. Adam C. Powell Jr. (D) - 17. Frederic R. Coudert Jr. (R) - 18. James G. Donovan (D) - 19. Arthur George Klein (D) bis zum 31. Dezember 1956 - 20. Irwin D. Davidson (Liberal Party of New York) bis zum 31. Dezember 1956 - 21. Herbert Zelenko (D) - 22. Sidney A. Fine (D) bis zum 2. Januar 1956 - James C. Healey (D) ab dem 7. Februar 1956 - 23. Isidore Dollinger (D) - 24. Charles A. Buckley (D) - 25. Paul A. Fino (R) - 26. Ralph A. Gamble (R) - 27. Ralph W. Gwinn (R) - 28. Katharine St. George (R) - 29. J. Ernest Wharton (R) - 30. Leo W. O’Brien (D) - 31. Dean P. Taylor (R) - 32. Bernard W. Kearney (R) - 33. Clarence E. Kilburn (R) - 34. William R. Williams (R) - 35. R. Walter Riehlman (R) - 36. John Taber (R) - 37. William Sterling Cole (R) - 38. Kenneth Keating (R) - 39. Harold C. Ostertag (R) - 40. William E. Miller (R) - 41. Edmund P. Radwan (R) - 42. John R. Pillion (R) - 43. Daniel A. Reed (R) North Carolina 12 Wahlbezirke - 1. Herbert Covington Bonner (D) - 2. Lawrence H. Fountain (D) - 3. Graham Arthur Barden (D) - 4. Harold D. Cooley (D) - 5. Richard Thurmond Chatham (D) - 6. Carl T. Durham (D) - 7. Frank Ertel Carlyle (D) - 8. Charles B. Deane (D) - 9. Hugh Quincy Alexander (D) - 10. Charles R. Jonas (R) - 11. Woodrow Wilson Jones (D) - 12. George A. Shuford (D) North Dakota 2 Abgeordnete die staatsweit gewählt wurden - Otto Krueger (R) - Usher L. Burdick (R) Ohio 23 Wahlbezirke - 1. Gordon H. Scherer (R) - 2. William E. Hess (R) - 3. Paul F. Schenck (R) - 4. William Moore McCulloch (R) - 5. Cliff Clevenger (R) - 6. James G. Polk (D) - 7. Clarence J. Brown (R) - 8. Jackson Edward Betts (R) - 9. Thomas Ashley (D) - 10. Thomas A. Jenkins (R) - 11. Oliver P. Bolton (R) - 12. John Martin Vorys (R) - 13. Albert David Baumhart (R) - 14. William Hanes Ayres (R) - 15. John E. Henderson (R) - 16. Frank T. Bow (R) - 17. J. Harry McGregor (R) - 18. Wayne Hays (D) - 19. Michael J. Kirwan (D) - 20. Michael A. Feighan (D) - 21. Charles Vanik (D) - 22. Frances P. Bolton (R) - 23. William Edwin Minshall (R) Oklahoma 6 Wahlbezirke - 1. Page Belcher (R) - 2. Ed Edmondson (D) - 3. Carl Albert (D) - 4. Tom Steed (D) - 5. John Jarman (D) - 6. Victor Wickersham (D) Oregon 4 Wahlbezirke - 1. Walter Norblad (R) - 2. Sam Coon (R) - 3. Edith Green (D) - 4. Harris Ellsworth (R) Pennsylvania 30 Wahlbezirke - 1. William A. Barrett (D) - 2. William T. Granahan (D) bis zum 25. Mai 1956 - Kathryn E. Granahan (D) ab dem 6. November 1956 - 3. James A. Byrne (D) - 4. Earl Chudoff (D) - 5. William J. Green Jr. (D) - 6. Hugh Scott (R) - 7. Benjamin F. James (R) - 8. Karl C. King (R) - 9. Paul B. Dague (R) - 10. Joseph L. Carrigg (R) - 11. Daniel J. Flood (D) - 12. Ivor D. Fenton (R) - 13. Samuel K. McConnell (R) - 14. George M. Rhodes (D) - 15. Francis E. Walter (D) - 16. Walter M. Mumma (R) - 17. Alvin Bush (R) - 18. Richard M. Simpson (R) - 19. James M. Quigley (D) - 20. James E. Van Zandt (R) - 21. Augustine B. Kelley (D) - 22. John P. Saylor (R) - 23. Leon H. Gavin (R) - 24. Carroll D. Kearns (R) - 25. Frank M. Clark (D) - 26. Thomas E. Morgan (D) - 27. James G. Fulton (R) - 28. Herman P. Eberharter (D) - 29. Robert J. Corbett (R) - 30. Vera Buchanan (D) bis zum 26. November 1955 - Elmer J. Holland (D) ab dem 24. Januar 1956 Rhode Island 2 Wahlbezirke - 1. Aime Forand (D) - 2. John E. Fogarty (D) South Carolina 6 Wahlbezirke. - 1. Lucius Mendel Rivers (D) - 2. John Jacob Riley (D) - 3. William Dorn (D) - 4. Robert Thomas Ashmore (D) - 5. James Prioleau Richards (D) - 6. John Lanneau McMillan (D) South Dakota 2 Wahlbezirke - 1. Harold Lovre (R) - 2. Ellis Yarnal Berry (R) Tennessee 9 Wahlbezirke - 1. Brazilla Carroll Reece (R) - 2. Howard Baker Sr. (R) - 3. James B. Frazier Jr. (D) - 4. Joe L. Evins (D) - 5. Percy Priest (D) - 6. Ross Bass (D) - 7. Tom J. Murray (D) - 8. Jere Cooper (D) - 9. Clifford Davis (D) Texas 21 Wahlbezirke. Außerdem wurde ein Abgeordneter staatsweit gewählt - 1. Wright Patman (D) - 2. Jack Bascom Brooks (D) - 3. Brady P. Gentry (D) - 4. Sam Rayburn (D) - 5. Bruce Alger (R) - 6. Olin E. Teague (D) - 7. John Dowdy (D) - 8. Albert Thomas (D) - 9. Clark W. Thompson (D) - 10. Homer Thornberry (D) - 11. William R. Poage (D) - 12. Jim Wright (D) - 13. Frank N. Ikard (D) - 14. John J. Bell (D) - 15. Joe M. Kilgore (D) - 16. J. T. Rutherford (D) - 17. Omar Truman Burleson (D) - 18. Walter E. Rogers (D) - 19. George H. Mahon (D) - 20. Paul Joseph Kilday (D) - 21. O. C. Fisher (D) - 22. Martin Dies Jr. (D) staatsweit gewählt Utah 2 Wahlbezirke - 1. Henry Aldous Dixon (R) - 2. William A. Dawson (R) Vermont 1 Wahlbezirk (staatsweit) - 1. Winston L. Prouty (R) Virginia 10 Wahlbezirke - 1. Edward John Robeson Jr. (D) - 2. Porter Hardy Jr. (D) - 3. J. Vaughan Gary (D) - 4. Watkins Moorman Abbitt (D) - 5. William M. Tuck (D) - 6. Richard Harding Poff (R) - 7. Burr Harrison (D) - 8. Howard W. Smith (D) - 9. William Pat Jennings (D) - 10. Joel Broyhill (R) Washington 6 Wahlbezirke. Außerdem wurde ein Abgeordneter staatsweit gewählt - 1. Thomas Pelly (R) - 2. Alfred Westland (R) - 3. Russell V. Mack (R) - 4. Hal Holmes (R) - 5. Walt Horan (R) - 6. Thor Tollefson (R) - 7. Donald H. Magnuson (D) staatsweit gewählt West Virginia 6 Wahlbezirke - 1. Bob Mollohan (D) - 2. Harley Orrin Staggers (D) - 3. Cleveland M. Bailey (D) - 4. Maurice G. Burnside (D) - 5. Elizabeth Kee (D) - 6. Robert Byrd (D) Wisconsin 10 Wahlbezirke - 1. Lawrence H. Smith (R) - 2. Glenn Robert Davis (R) - 3. Gardner R. Withrow (R) - 4. Clement J. Zablocki (D) - 5. Henry S. Reuss (D) - 6. William Van Pelt (R) - 7. Melvin R. Laird (R) - 8. John W. Byrnes (R) - 9. Lester Johnson (D) - 10. Alvin O’Konski (R) Wyoming Staatsweite Wahlen - Edwin Keith Thomson (R) |

Nicht stimmberechtigte Mitglieder im Repräsentantenhaus:
- Alaska-Territorium:
  - Bob Bartlett (D)
- Hawaii-Territorium:
  - Elizabeth P. Farrington (R)
- Puerto Rico:
  - Antonio Fernós Isern